# Rupakara
Rupakara es una fuente sans-serif creada por Michael Everson principalmente para dar soporte a la recientemente inventada rupia india, que se ha asignado a U+20B9. A partir del 2012-05-16, se ha actualizado para que sea compatible con la lira turca, recientemente inventado, que se ha asignado a U+20BA, aunque el proceso de estandarización no se ha completado. Su alfabeto básico fue diseñado en 2005 por Thatcher Ulrich, quien puso su fuente, llamada "Tuffy", en el dominio público. Además de admitir el bloque de signos de moneda del conjunto de caracteres universales, Rupakara también admite todas las letras que se usan comúnmente para transliterar las lenguas indias. Podrás verlos aquí cuando tengas instalado Rupakara. La mayoría de esos caracteres están precompuestos y se mostrarán perfectamente en la mayoría de las aplicaciones; se accede a los paréntesis a través de las funciones de OpenType y es posible que no se muestren correctamente en todas las aplicaciones. El nombre Rupakara es en sánscrito, रूपकार rūpakāra, que significa "creador de imágenes"; en hindi, rūpakār significa "diseñador". La palabra sánscrita para rupia es रौप्यं raupyaṁ, que significa "plata".
- Datos: Q65165365